# Augusto Sipión Barrios
Augusto Sipión Barrios (Santa Rosa, 7 de febrero de 1970) es un abogado y político peruano. Actualmente es alcalde del distrito de Santa Rosa, cargo que ya había ocupado entre 2003 y 2006.
Nació en Santa Rosa, provincia de Chiclayo, Perú, el 7 de febrero de 1970, hijo de Nestor Sipión Effio y Mercedes Barrios Quesquén. Cursó sus estudios primarios en su localidad natal y los secundarios en la Gran Unidad Escolar San José de la ciudad de Chiclayo. Entre 2001 y 2005 cursó estudios superiores de derecho en la Universidad de Chiclayo.
Su primera participación política fue en las elecciones municipales de 1999 cuando fue elegido como regidor del distrito de Santa Rosa. En las elecciones municipales de 2002 sería elegido alcalde de ese distrito. Luego, en las elecciones generales del 2006 tentaría sin éxito su elección como congresista por Lambayeque. Participaría también en las elecciones regionales del 2006, del 2010 y del 2014 como candidato aprista a la vicepresidencia regional de Lambayeque sin obtener la representación en ninguna de esas oportunidades. En las elecciones generales del 2016 tentaría nuevamente su elección como congresista por Peruanos por el Kambio y en las elecciones municipales del 2018, su reelección como alcalde del distrito de Santa Rosa obteniendo el triunfo con el 35.724% de los votos.
Sipión Barrios ha sido destacado por ser uno de los mayores deudores tributarios al estado peruano con una deuda que ascendía a doscientos millones de soles.